# Xylena czernilai
Xylena czernilai – gatunek motyla z rodziny sówkowatych. Występuje w Rosji i Chinach. Zamieszkuje tajgę, mokradła i górskie lasy.

## Taksonomia
Gatunek ten opisany został po raz pierwszy w 2011 roku przez Antona Wołykina. Opisu dokonano na podstawie pojedynczego samca odłowionego w 2010 roku we wsi Biełyj Bom w rejonie ongudajskim Republiki Ałtaju. Epitet gatunkowy nadano na cześć Matjaža Černili. W 2013 roku Anton Wołykin i Swiatosław Kniaziew dzięki okazom z północno-wschodniego Ałtaju i Buriacji po raz pierwszy opisali samicę. W tym samym roku Balázs Benedek, János Babics i Aidas Saldaitis opisali dwa nowe gatunki z rodzaju błędnica – Xylena alexander z północnego Syczuanu i Xylena andreas z zachodniej części tej samej prowincji; oba na podstawie pojedynczych samic. W 2017 roku Aidas Saldaitis, Anton Wołykin i Balázs Benedek dokonali molekularnej analizy sekwencji kodujących podjednostkę I oksydazy cytochromowej i na tej podstawie zsynonimizowali X. alexander i X. andreas z X. czernilai. Grupą siostrzaną dla tak zdefiniowanego X. czernilai jest błędnica butwica (X. vetusta).

## Morfologia
Motyl ten osiąga od 51 do 59 mm rozpiętości skrzydeł. Wyglądem zewnętrznym przypomina błędnicę trzaskę, natomiast budowa genitaliów jest bliższa tym u błędnicy butwicy. Ubarwienie głowy, patagiów i odwłoka jest ochrowożółte, zaś tułowia ciemne, szarawobrązowe. Czułki wykazują dymorfizm płciowy będąc nitkowatymi u samicy, a u samca zaopatrzonymi w kępki włosków (antennae fasciculatae). Głaszczki wargowe są ukośnie zakrzywione ku górze. Skrzydło przednie jest wąskie i długie, jednak nieco szersze niż u błędnicy trzaski. Tło tego skrzydła jest żółtawoszare z jasnożółtą komórką środkową i obszarem przykrawędziowym na zewnątrz od niej oraz wyraźnym przyciemnieniem przy żyłce kostalnej. Plamki okrągła i nerkowata są dobrze rozwinięte i mają ciemne środki. Czarniawo zabarwione przepaski zewnętrzna i wewnętrzna są nierówne. Między plamką nerkowatą a przepaską zewnętrzną występuje silne przyciemnienie. Część przykrawędziowa (submarginalna) skrzydła ma długi pas o czarniawym kolorze i klinowatym kształcie, jasnożółtą linię submarginalną oraz kilka szarawobrązowych kresek naprzeciwko plamki nerkowatej. Czarniawa linia marginalna jest wąska i pofalowana. Ubarwienie tylnego skrzydła jest żółtawobrązowe z rozjaśnieniem u nasady. Strzępina przedniego skrzydła jest szara, zaś tylnego brązowożółta.
Samica ma krótkie pokładełko o stożkowatym kształcie. Genitalia samicy odróżniają się od tych u siostrzanej błędnicy butwicy znacznie większym i silniej zesklerotyzowanym ujściem torebki kopulacyjnej, szerszym i mocniej zesklerotyzowanym przewodem tejże torebki, dłuższym jej wyrostkiem oraz krótszym jej korpusem z parą dłuższych znamion. Szyjka torebki kopulacyjnej wykazuje zmienność wewnątrzgatunkową. Genitalia samca różnią się od tych u siostrzanej błędnicy butwicy m.in. krótszym unkusem o szerszym, szpatułkowatym wierzchołku, wykształconym w formie trójkąta ostrokątnego wierzchołkiem walwy oraz inną budową wezyki.

## Występowanie i ekologia
Gatunek palearktyczny. W Rosji znany jest z gór Ałtaj, Sajanów, okolic rzeki Amur i Dalekiego Wschodu. W Chinach znany jest z prowincji Syczuan i Qinghai. Spotykany jest na rzędnych od 500 do 3400 m n.p.m. Zamieszkuje m.in. tajgę zdominowaną przez świerki i brzozy, zakrzewienia na terenach podmokłych oraz pierwotne, górskie lasy mieszane z udziałem różaneczników i bambusów. Aktywne owady dorosłe obserwowano w kwietniu, maju i wrześniu.